# ZA-311
La ZA-311 es una carretera de titularidad autonómica de la Junta de Castilla y León (España) que discurre por la provincia de Zamora entre la  ZA-324  y el límite con la provincia de Salamanca.

## Recorrido y características
La vía, que tiene una longitud de 30,250 km, pertenece a la Red Complementaria Preferente de la red autonómica de la Junta de Castilla y León. Empieza en la localidad zamorana de Moralina y termina en el límite con la provincia de Salamanca.
Pasa por las localidades de Luelmo, Bermillo de Sayago y Almeida de Sayago.
| Moralina de Sayago (Intersección con /) - L.P. Salamanca (Continuación por ) | Moralina de Sayago (Intersección con /) - L.P. Salamanca (Continuación por ) | Moralina de Sayago (Intersección con /) - L.P. Salamanca (Continuación por ) | Moralina de Sayago (Intersección con /) - L.P. Salamanca (Continuación por ) | Moralina de Sayago (Intersección con /) - L.P. Salamanca (Continuación por ) | Moralina de Sayago (Intersección con /) - L.P. Salamanca (Continuación por ) | Moralina de Sayago (Intersección con /) - L.P. Salamanca (Continuación por ) | Moralina de Sayago (Intersección con /) - L.P. Salamanca (Continuación por ) | Moralina de Sayago (Intersección con /) - L.P. Salamanca (Continuación por ) | Moralina de Sayago (Intersección con /) - L.P. Salamanca (Continuación por ) | Moralina de Sayago (Intersección con /) - L.P. Salamanca (Continuación por ) |
| Esquema                                                                      | PK                                                                           | Sentido Moralina de Sayago (creciente)                                       | Sentido Moralina de Sayago (creciente)                                       | Sentido Moralina de Sayago (creciente)                                       | Sentido Moralina de Sayago (creciente)                                       | Sentido Pino del Oro (decreciente)                                           | Sentido Pino del Oro (decreciente)                                           | Sentido Pino del Oro (decreciente)                                           | Sentido Pino del Oro (decreciente)                                           | Incidencias                                                                  |
| Esquema                                                                      | PK                                                                           | Velocidad                                                                    | Elemento                                                                     | Salida                                                                       | Salida                                                                       | Salida                                                                       | Salida                                                                       | Elemento                                                                     | Velocidad                                                                    | Incidencias                                                                  |
| Esquema                                                                      | PK                                                                           | Velocidad                                                                    | Elemento                                                                     | Dir.                                                                         | Nombre                                                                       | Nombre                                                                       | Dir.                                                                         | Elemento                                                                     | Velocidad                                                                    | Incidencias                                                                  |
| ---------------------------------------------------------------------------- | ---------------------------------------------------------------------------- | ---------------------------------------------------------------------------- | ---------------------------------------------------------------------------- | ---------------------------------------------------------------------------- | ---------------------------------------------------------------------------- | ---------------------------------------------------------------------------- | ---------------------------------------------------------------------------- | ---------------------------------------------------------------------------- | ---------------------------------------------------------------------------- | ---------------------------------------------------------------------------- |
|                                                                              | 0,0                                                                          |                                                                              |                                                                              | Ricobayo Zamora                                                              | Ricobayo Zamora                                                              | Ricobayo Zamora                                                              |                                                                              |                                                                              |                                                                              |                                                                              |
| Pino del Oro Villadepera Moralina de Sayago                                  | 0,0                                                                          |                                                                              |                                                                              |                                                                              |                                                                              |                                                                              |                                                                              |                                                                              |                                                                              |                                                                              |
| Miranda do Douro                                                             | 0,0                                                                          |                                                                              |                                                                              |                                                                              |                                                                              |                                                                              |                                                                              |                                                                              |                                                                              |                                                                              |
| Luelmo Bermillo de Sayago                                                    | 0,0                                                                          |                                                                              |                                                                              |                                                                              |                                                                              |                                                                              |                                                                              |                                                                              |                                                                              |                                                                              |
|                                                                              | 4,3                                                                          |                                                                              |                                                                              | Moral de Sayago                                                              | Moral de Sayago                                                              | Moral de Sayago                                                              | Moral de Sayago                                                              |                                                                              |                                                                              |                                                                              |
|                                                                              | 4,4                                                                          |                                                                              |                                                                              | LUELMO                                                                       | LUELMO                                                                       | LUELMO                                                                       | LUELMO                                                                       |                                                                              |                                                                              |                                                                              |
|                                                                              | 4,5                                                                          |                                                                              |                                                                              | ZA-L-2222 Monumenta                                                          | ZA-L-2222 Monumenta                                                          | ZA-L-2222 Monumenta                                                          | ZA-L-2222 Monumenta                                                          |                                                                              |                                                                              |                                                                              |
|                                                                              | 4,9                                                                          |                                                                              |                                                                              | LUELMO                                                                       | LUELMO                                                                       | LUELMO                                                                       | LUELMO                                                                       |                                                                              |                                                                              |                                                                              |
|                                                                              | 7,8                                                                          |                                                                              |                                                                              | ZA-L-2213 Villamor de la Ladre                                               | ZA-L-2213 Villamor de la Ladre                                               | ZA-L-2213 Villamor de la Ladre                                               | ZA-L-2213 Villamor de la Ladre                                               |                                                                              |                                                                              |                                                                              |
|                                                                              | 12,3                                                                         |                                                                              |                                                                              | BERMILLO DE SAYAGO                                                           | BERMILLO DE SAYAGO                                                           | BERMILLO DE SAYAGO                                                           | BERMILLO DE SAYAGO                                                           |                                                                              |                                                                              |                                                                              |
|                                                                              | 12,4                                                                         |                                                                              |                                                                              | Fresnadillo                                                                  | Fresnadillo                                                                  | Fresnadillo                                                                  | Fresnadillo                                                                  |                                                                              |                                                                              |                                                                              |
|                                                                              | 13,1                                                                         |                                                                              |                                                                              |                                                                              | Fermoselle Bemposta Muga de Sayago                                           | Fermoselle Bemposta Muga de Sayago                                           |                                                                              |                                                                              |                                                                              |                                                                              |
|                                                                              | 13,1                                                                         | Pereruela Zamora Fresno de Sayago                                            |                                                                              |                                                                              |                                                                              |                                                                              |                                                                              |                                                                              |                                                                              |                                                                              |
|                                                                              | 13,5                                                                         |                                                                              |                                                                              | BERMILLO DE SAYAGO                                                           | BERMILLO DE SAYAGO                                                           | BERMILLO DE SAYAGO                                                           | BERMILLO DE SAYAGO                                                           |                                                                              |                                                                              |                                                                              |
|                                                                              | 18,8                                                                         |                                                                              |                                                                              | Villamor de Cadozos                                                          | Villamor de Cadozos                                                          | Villamor de Cadozos                                                          | Villamor de Cadozos                                                          |                                                                              |                                                                              |                                                                              |
|                                                                              | 21,0                                                                         |                                                                              |                                                                              | Ermita de Gracia                                                             | Ermita de Gracia                                                             | Ermita de Gracia                                                             | Ermita de Gracia                                                             |                                                                              |                                                                              |                                                                              |
|                                                                              | 24,6                                                                         |                                                                              |                                                                              | ALMEIDA DE SAYAGO                                                            | ALMEIDA DE SAYAGO                                                            | ALMEIDA DE SAYAGO                                                            | ALMEIDA DE SAYAGO                                                            |                                                                              |                                                                              |                                                                              |
|                                                                              | 24,9                                                                         |                                                                              |                                                                              | Carbellino                                                                   | Carbellino                                                                   | Carbellino                                                                   | Carbellino                                                                   |                                                                              |                                                                              |                                                                              |
|                                                                              | 25,4                                                                         |                                                                              |                                                                              | Zamora                                                                       | Zamora                                                                       | Zamora                                                                       | Zamora                                                                       |                                                                              |                                                                              |                                                                              |
|                                                                              | 25,6                                                                         |                                                                              |                                                                              | ALMEIDA DE SAYAGO                                                            | ALMEIDA DE SAYAGO                                                            | ALMEIDA DE SAYAGO                                                            | ALMEIDA DE SAYAGO                                                            |                                                                              |                                                                              |                                                                              |
|                                                                              | 30,250                                                                       |                                                                              |                                                                              | Ledesma                                                                      | Ledesma                                                                      | Ledesma                                                                      | Ledesma                                                                      |                                                                              |                                                                              |                                                                              |